# Nachtragsliquidation
Eine Nachtragsliquidation wird auf Antrag durchgeführt, wenn festgestellt wird, dass bei einer Kapitalgesellschaft, einer Genossenschaft oder einem Verein nach Löschung aus dem Handelsregister, Genossenschaftsregister oder Vereinsregister eine Liquidationsmaßnahme notwendig ist.
Ursache für die Notwendigkeit eine Nachtragsliquidation durchzuführen, ist die Löschung aus dem Register, ohne dass die Liquidation vollständig abgeschlossen ist. Häufig findet eine Löschung von Amts wegen aufgrund Vermögenslosigkeit nach § 394 FamFG statt. Das Registergericht ist aber nicht in der Lage, mit Sicherheit zu überprüfen, ob noch Vermögensgegenstände vorhanden sind oder andere Maßnahmen durchgeführt werden müssen. Weiterhin haben nicht selten die bestellten Liquidatoren kein Interesse oder keine Kenntnis hinsichtlich der noch notwendigen Maßnahmen. Beispiele für im Rahmen der Nachtragsliquidation durchzuführende Liquidationsmaßnahmen ist der Verkauf von Grundstücken, die Löschung von Grundpfandrechten, die Zustellung von Bescheiden oder die Verteilung von Vermögen an Gläubiger oder Anteilseigner.
Der Abschluss der Liquidation mit Löschung aus dem jeweiligen Register führt nicht zur Vollbeendigung. Diese tritt erst ein, wenn sowohl das Vermögen vollständig verteilt als auch die Einheit aus dem Register gelöscht ist. Mit der Löschung aus dem Register endet aber die Rechtsfähigkeit und Parteifähigkeit. Es können keine Rechte mehr von oder gegen Dritte geltend machen werden. Gerichtsverfahren können nicht mehr fortgesetzt werden. Mit der Löschung aus dem Register endet auch das Amt der Liquidatoren, so dass diese keine Geschäftsführungsbefugnis und keine Vertretungsmacht mehr besitzen.
Zur Durchführung der Nachtragsliquidation wird auf Antrag eines Beteiligten ein Nachtragsliquidator vom Registergericht bestellt (§ 66 Abs. 5 GmbHG, § 273 Abs. 4 AktG). Der Antrag kann von jedermann, beispielsweise Gesellschafter, Organmitglieder, Liquidatoren, Gläubigern oder sonstigen interessierten Dritten, gestellt werden. Die Auswahl der Person des Nachtragsliquidators unterliegt dem pflichtgemäßen Ermessen des Amtsgerichts. In der Regel wird der Nachtragsliquidator mit beschränktem Aufgabenkreis zur Durchführung der ausstehenden Maßnahme bestellt und nicht im Register eingetragen. Er vertritt im Gegensatz zum Liquidator nicht in allen Belangen die Gesellschaft, sondern nur in dem vom Gericht festgelegten Aufgabenkreis. Nachtragsliquidator kann jede geschäftsfähige, natürliche Person sein.
Die Bestellung eines Nachtragsliquidators ist mit Kosten verbunden (§ 67 Abs. 1 GNotKG). Erhebliche Kosten können auch durch die Vergütung des Nachtragsliquidators entstehen, die von dem Antragsteller verauslagt werden müssen; je nach Ausgangslage können diese Kosten aus den Erlösen der Nachtragsliquidation beglichen werden.